# Hamlet Rugby Klub
Hamlet Rugby Klub er en dansk rugbyklub, der er hjemmehørende i Helsingør
| Rugby | Spire Denne artikel om rugby er en spire som bør udbygges. Du er velkommen til at hjælpe Wikipedia ved at udvide den. |